# Kostel svatého Gotharda (Brozany)
Kostel svatého Gotharda (Gottharda) je sakrální stavba v Brozanech nad Ohří v okrese Litoměřice v Ústeckém kraji. Původně se jednalo o románský kostel ze druhé čtvrtiny 13. století, který byl přestavěn goticky ve 14. století a později renesančně upravený v 16. století. Má pozoruhodný interiér ve kterém se nacházejí zlomky ornamentálních a figurálních nástěnných maleb z období kolem roku 1350, renesanční oltáře saského typu z let 1571–1573, křtitelnice, kazatelna, renesanční náhrobky a epitafy. V kostele je pohřbena většina členů brozanské větve rodu Vřesovců. Je chráněn jako kulturní památka České republiky.
Duchovní správci kostela jsou uvedeni na stránce: Římskokatolická farnost Brozany nad Ohří.

## Architektura

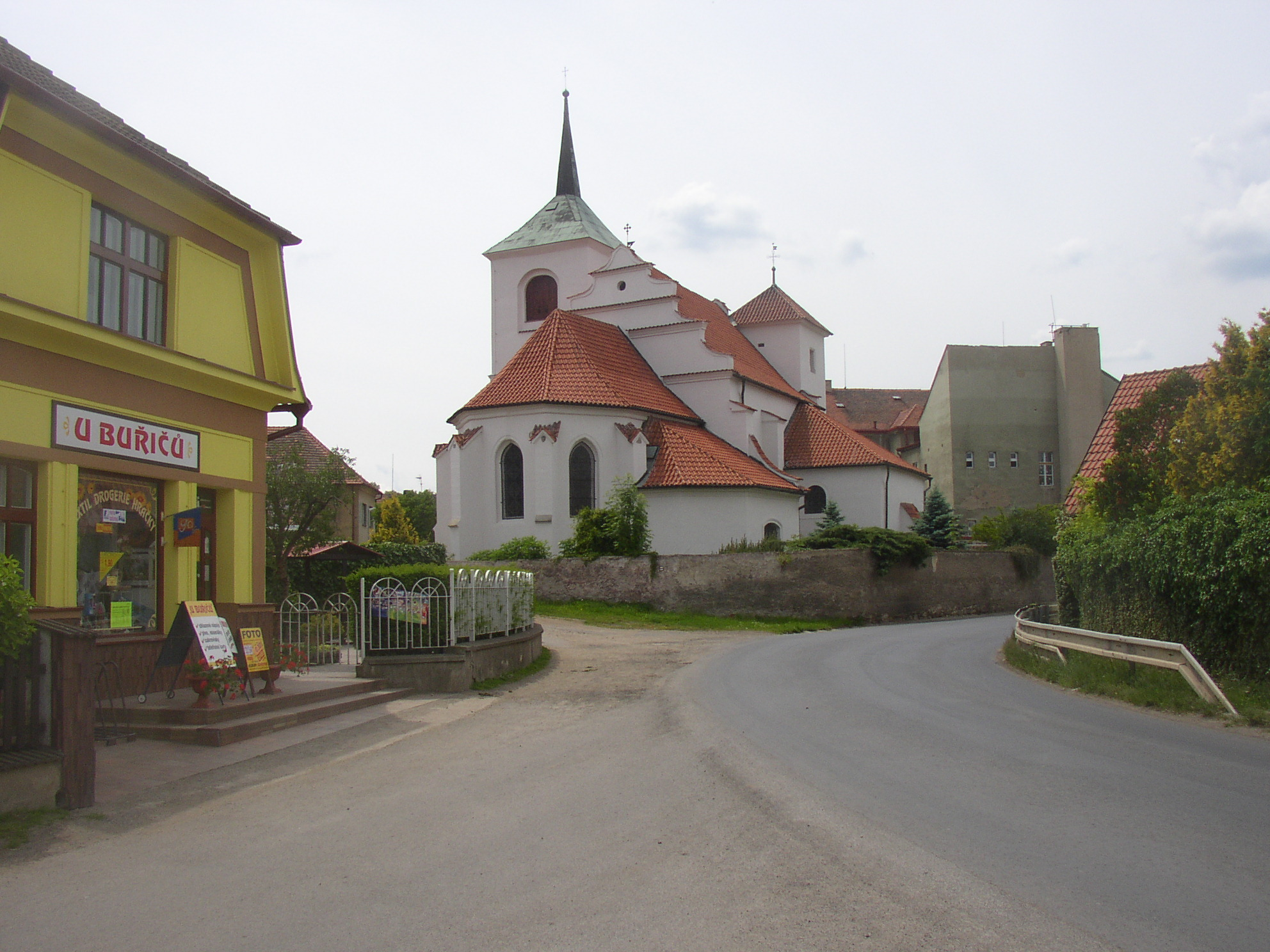
Pohled na závěr brozanského kostela z hlavní silnice

### Exteriér
Kostel je podélný, jednolodní. Má polygonální presbytář s opěráky ze 14. století. Při severozápadním nároží se nachází hranolová věž. Při severním boku lodi se nachází křestní kaple ze druhé poloviny 13. století. Při jižní boku je renesanční hranolová věž se vstupní předsíní. Střílny v patrech jsou pozůstatkem využívání kostela též jako útočiště při vojenském nebezpečí. Při severním boku presbytáře je novější sakristie. Západní věž je románská z kvádříkového zdiva. Na jižní straně se nachází obdélný portálek s konzolovým nadpražím.

### Interiér

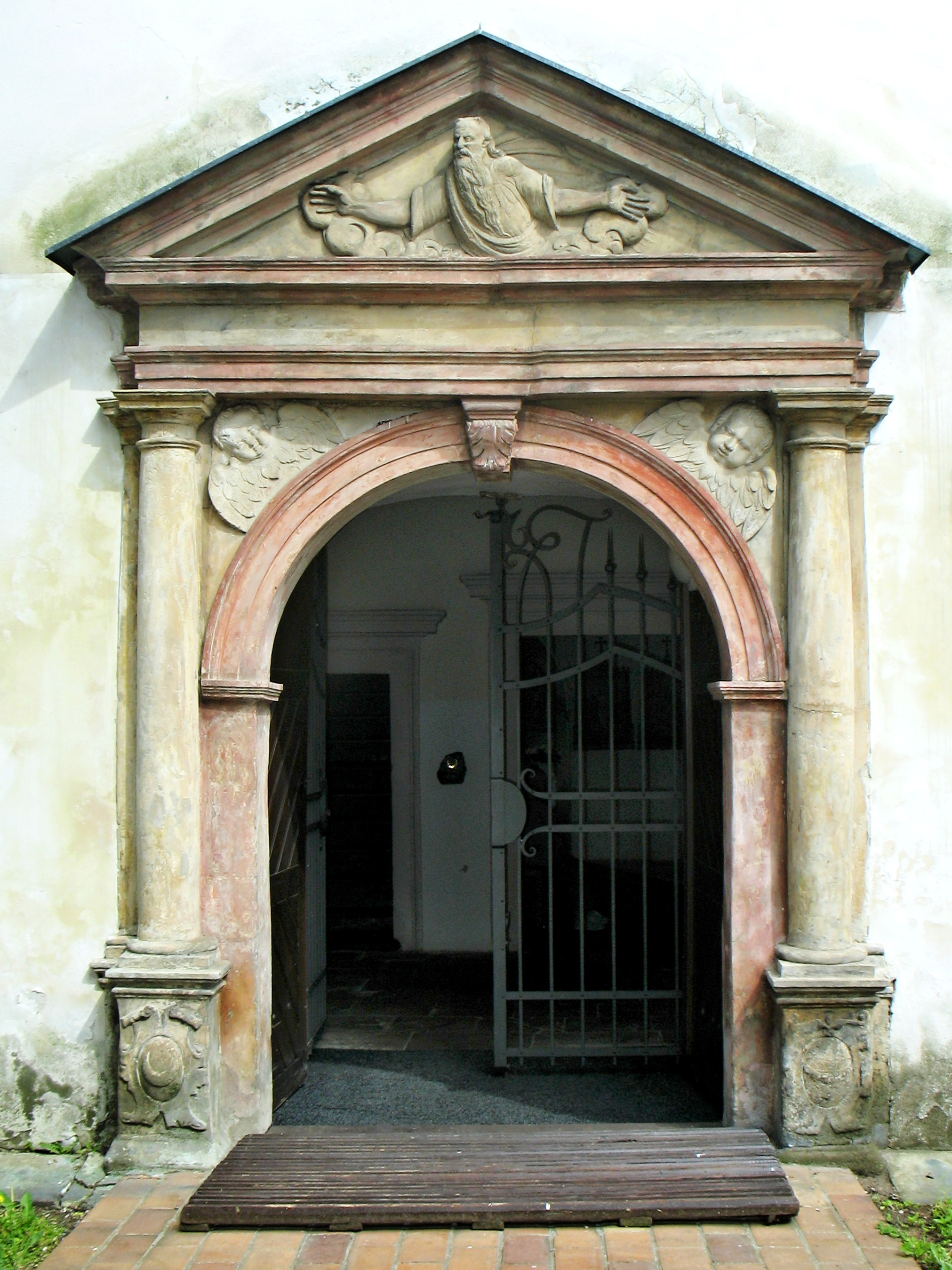
Vchod do kostela

Uvnitř je zazděný portálek na tribunu. Zdivo lodi je románské, štíty jsou renesanční ze druhé poloviny 16. století. Uvnitř je pozdně renesanční valená klenba s nízkými hřebínky. V západní části je kruchta na sloupcích. Nad triumfálním obloukem je freska z roku 1770. V presbytáři je žebrová gotická klenba ze druhé poloviny 14. století na příporách a konzolách s jehlancovými i figurálními hlavicemi. Zevně na opěrných pilířích jsou štíty a plastické masky. V severní křestní kapli je gotická křížová klenba s klínovými žebry na příporách s bobulovými hlavicem, která pochází ze druhé poloviny 13. století. Vlevo u okna se nachází nástěnná malba postavy sv. Petra a na okenní špaletě kruhové medailóny z poloviny 14. století. V interiéru jižní věže je renesanční edikula portálu a několik sošek.

### Vybavení
Hlavní oltář je kamenný, renesanční z roku 1571. Má dva páry sloupků, četné figurální reliéfy a prořezávaná křídla. Připisuje se M. Jobstovi z Pirny. Tomu jsou připisovány i dva boční kamenné renesanční oltáře ze druhé poloviny 16. století, které mají sloupky, volutové konzole, vykrajovaná křídla a figurální reliéfy a dále dva kamenné renesanční epitafy z roku 1553 a z konce 16. století se sloupovými edikulami a reliéfními portréty rodin zesnulých v nástavci.

Kamenná renesanční kazatelna pochází ze druhé poloviny 16. století. Jedná se o polygonální řečniště s pilastry na dříku s palmetovými motivy. V křestní kapli je kamenná polygonální křtitelnice se sloupkovými arkádami po obvodu. Její cínová nádrž nese letopočet 1664. Ve stěnách jsou čtyři náhrobníkové renesanční desky ze 2. poloviny 16. století s figurálními reliéfy. V kostele je pozdně gotický sanktuář s kamenným rámem tvaru oslího hřbetu a mřížkovými dvířky. Boční pozdně barokní oltáře z období kolem roku 1770 zasvěcené Svaté rodině a sv. Janu Nepomuckému jsou v lodi u triumfálního oblouku. Jsou na nich obrazy v černo-zlatých rámech členitých tvarů s řezanými květinami, kartušemi, rokajovými křídly a s plastikami andílků. Lavice jsou dřevěné s letopočtem 1849. Ostatní oltáře a plastiky jsou novogotické.

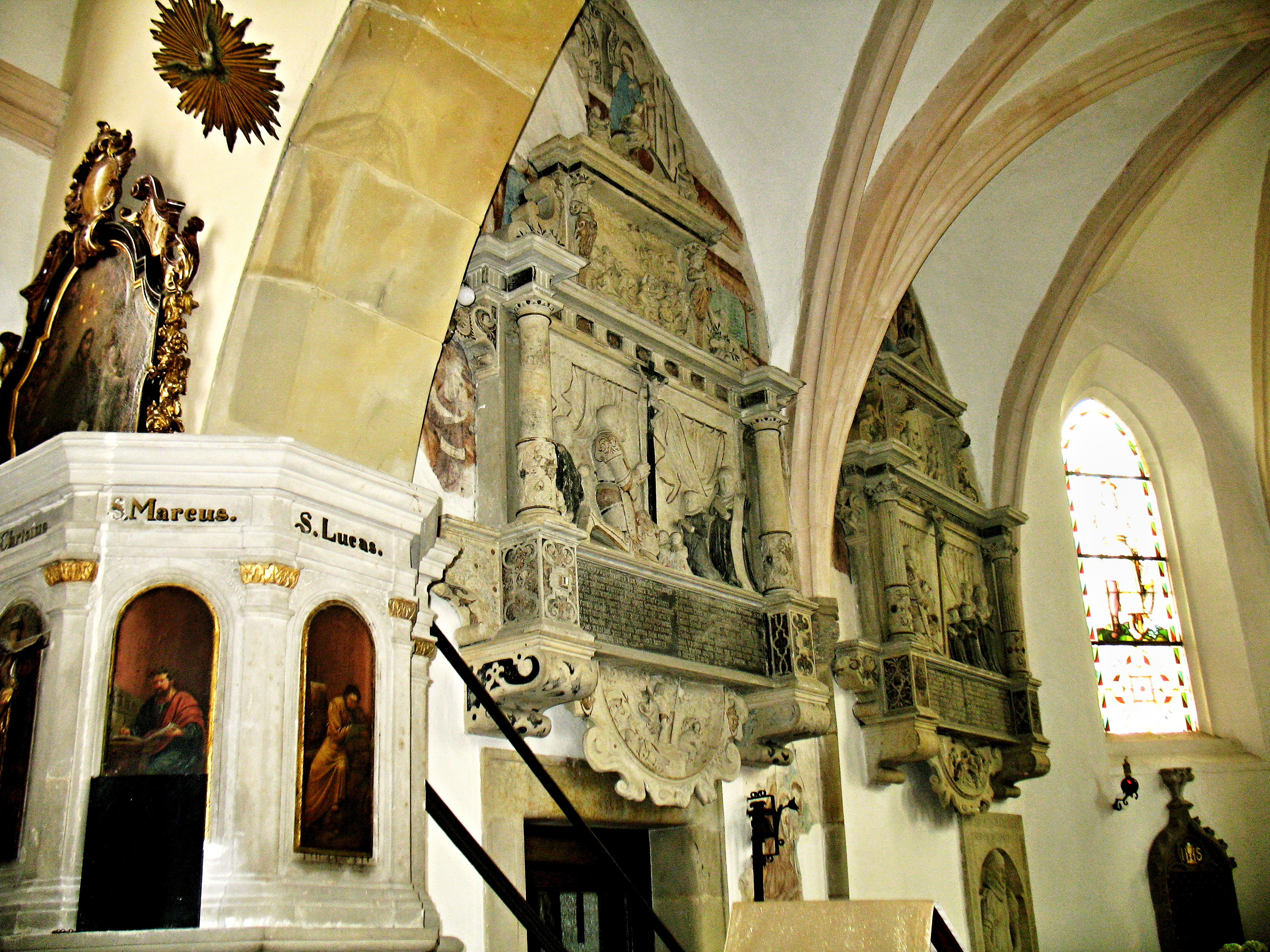
Levá strana kostelní lodi
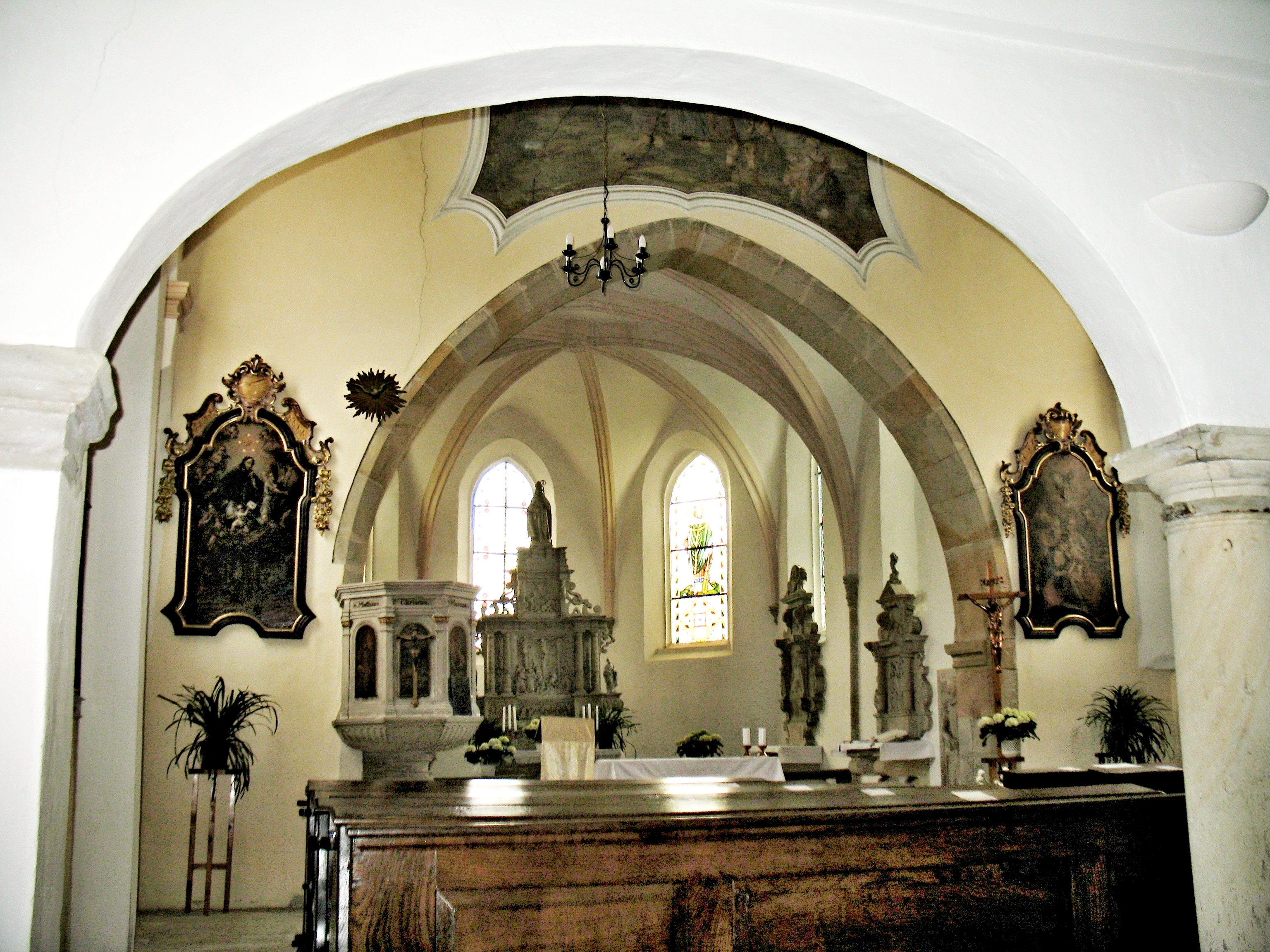
Pohled k hlavnímu oltáři
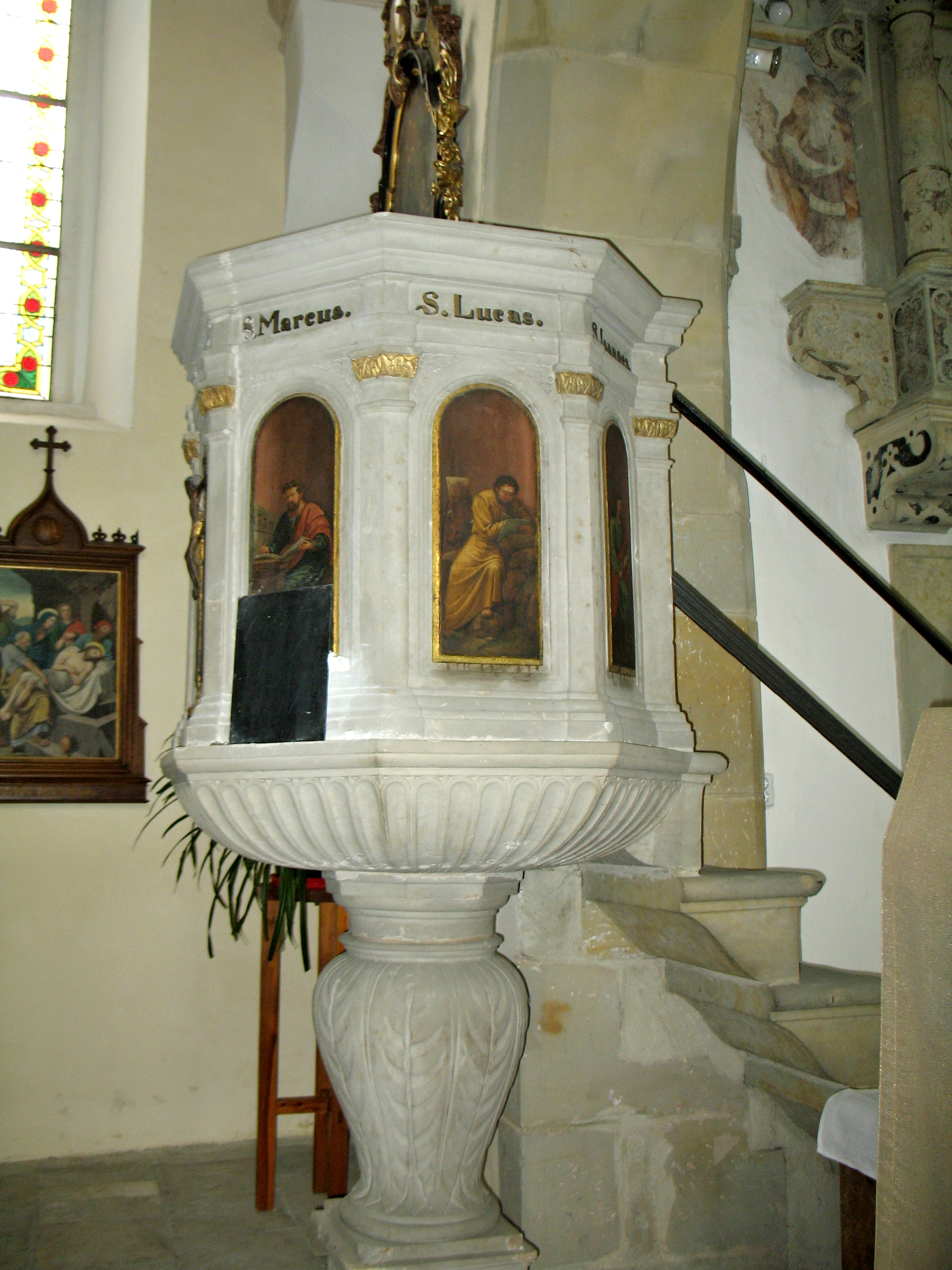
Renesanční kazatelna
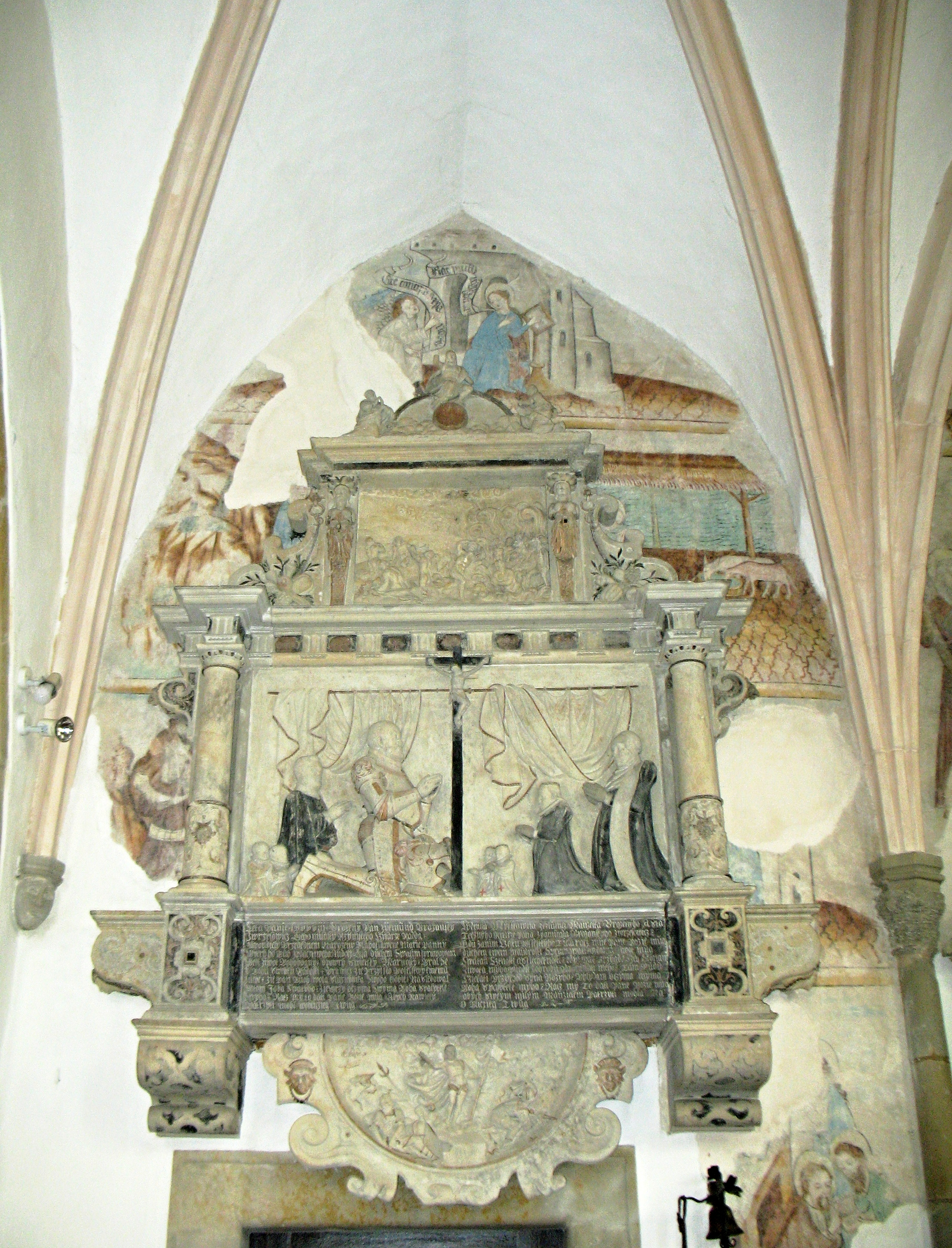
Epitaf Zikmunda Brozanského
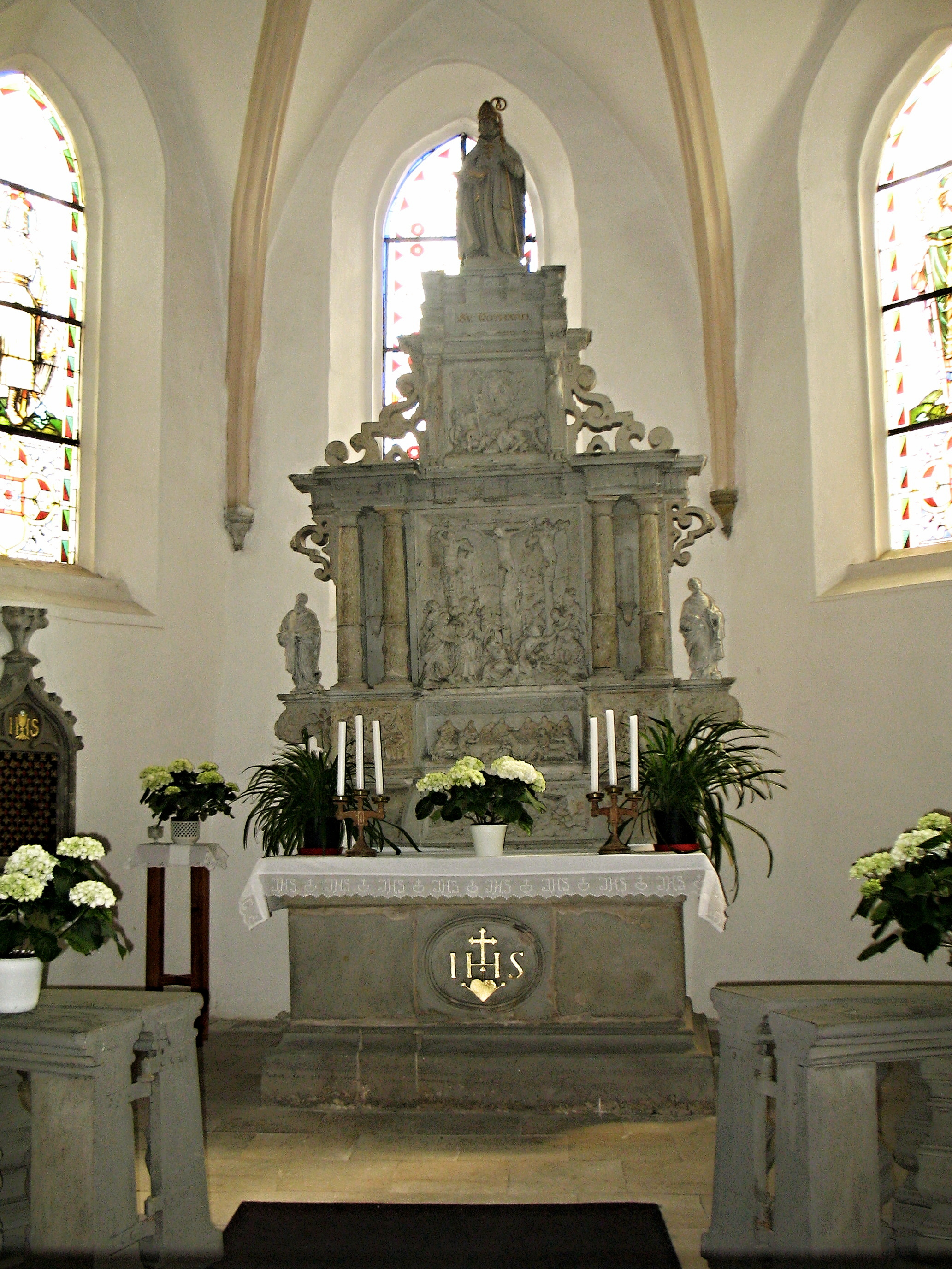
Hlavní oltář
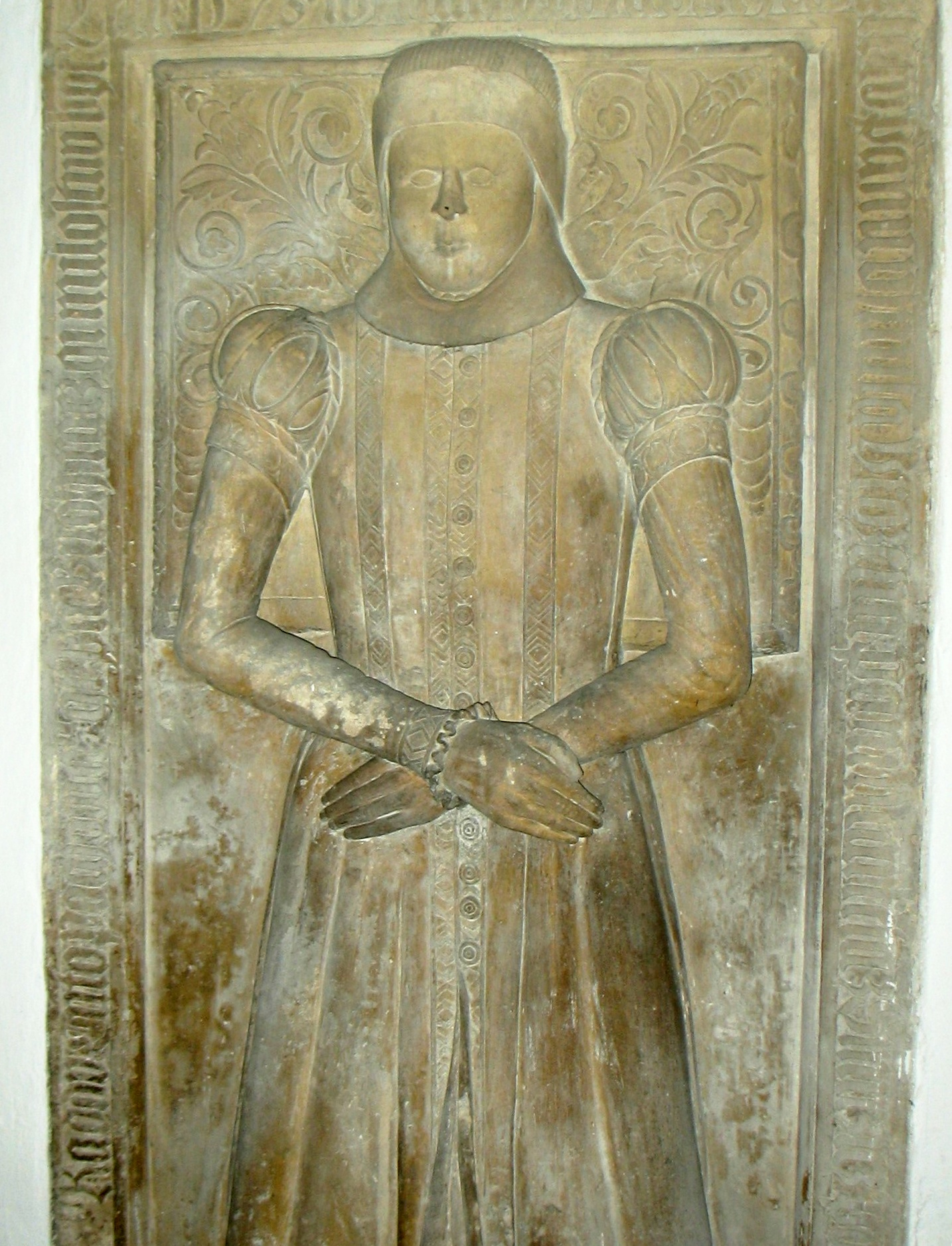
Jeden z náhrobníků
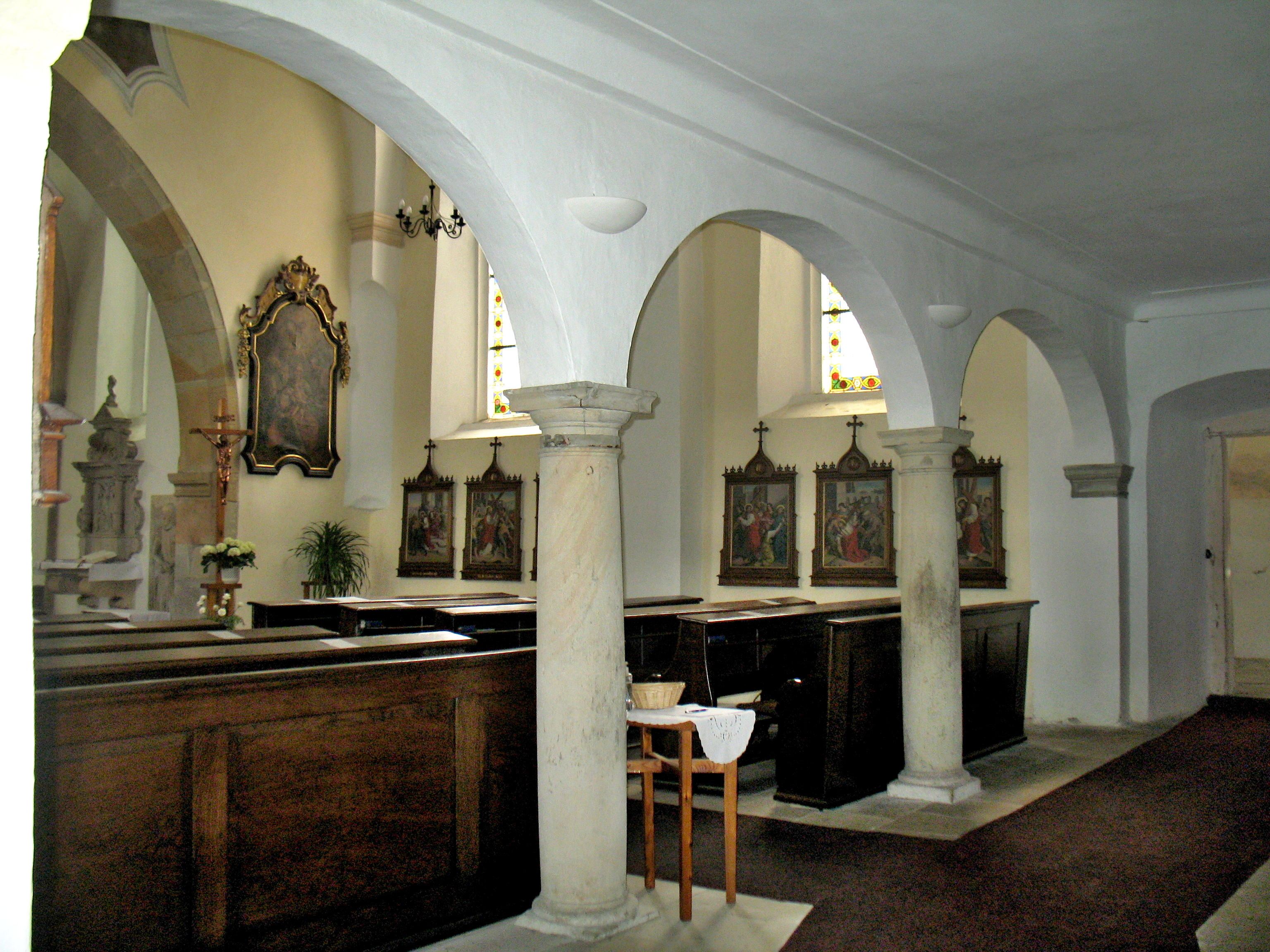
Sloupy podepírající kůr
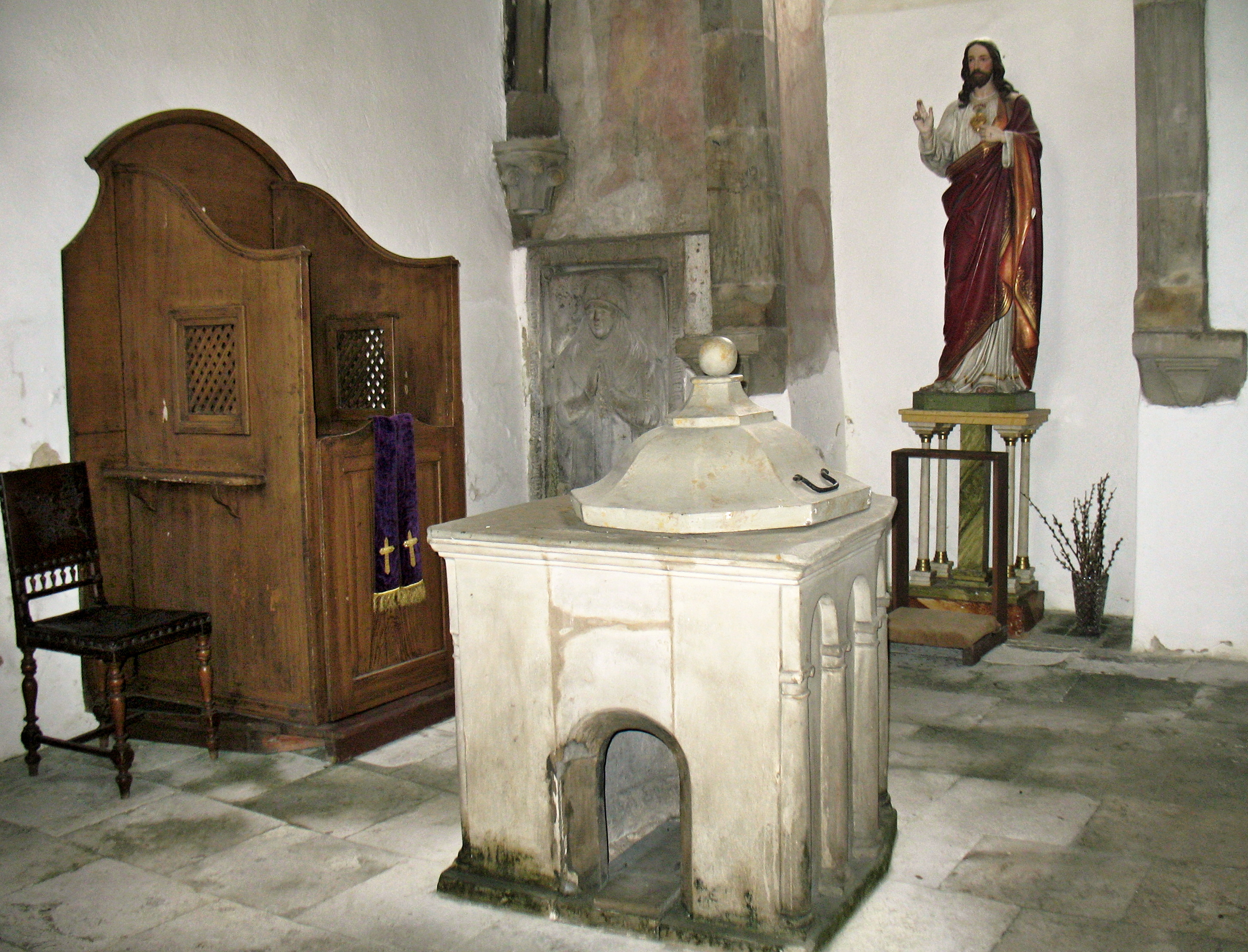
Křestní kaple

## Okolí kostela
Před kostelem u vstupní věže se nachází na podstavci socha sv. Jana Nepomuckého. Je to barokní dílo opatřené letopočtem 1726. Hřbitovní portál je renesanční. Je opatřen koulemi a kamenným nástavcem, a pochází z 16. století. Směrem na Chotěšov se nachází empírová kaplička první poloviny 19. století. Je pilířová se dvěma páry pilastrů, výklenkem a trojúhelníkovým štítem.